# Mistrovství Československého hokejového svazu
Mistrovství Československého hokejového svazu byl první turnaj v ledním hokeji v poválečném Československu.
Po 1. světové válce se mužstva dávala obtížně znovu dohromady. První domácí turnaj se tak odehrál až následující sezónu v roce 1919. Turnaj se hrál v Praze a vzdor honosnému názvu se ho zúčastnily pouze 3 týmy. Česká sportovní společnost (ČSS) a dva týmy SK Slavia Praha. Turnaj vyhrála SK Slavia Praha, konkrétně její první tým. Druhý skončil tým České sportovní společnosti.

## Zajímavost
Další vrcholná domácí soutěž se uspořádá až po třech letech. Ta už se uskuteční bez České sportovní společnosti, která v roce 1922 zanikne.